# サーターラー

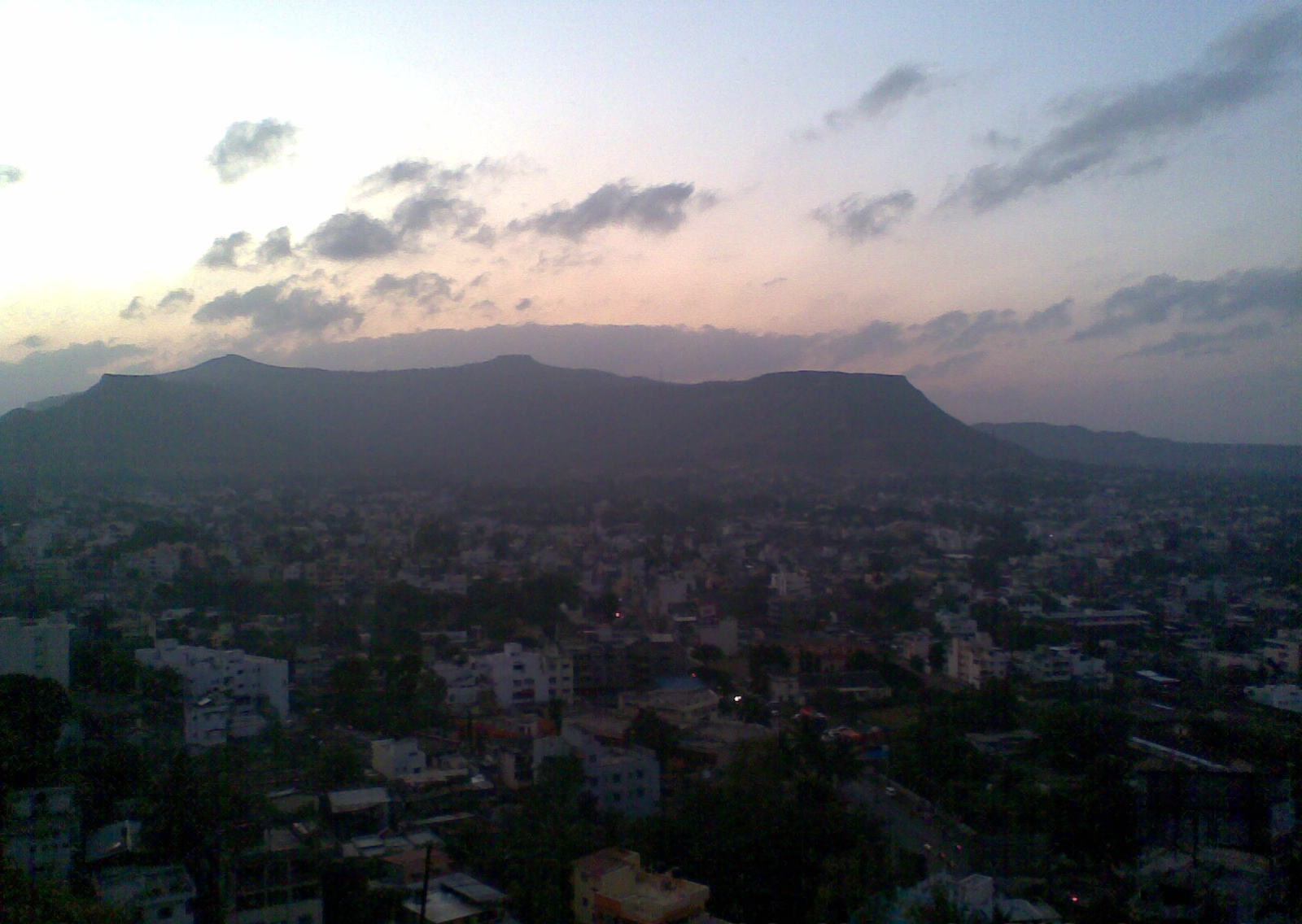
朝日に染まるサーターラー

サーターラー（マラーティー語：सातारा, ヒンディー語：सतारा, 英語：Satara）は、インドのマハーラーシュトラ州、サーターラー県の都市。かつてはマラーター王国の首都であった。

## 名称
都市名の由来に関しては2つの説があり、一つは単純にバフマニー朝の君主が建てた城の壁が17面（サーターラー）であったこと、もう一つはマーラーティー語で7を意味するサート（Saat सात）と丘を意味するターラー（Tara तारा）でサーターラーとなったとする説がある。

## 歴史

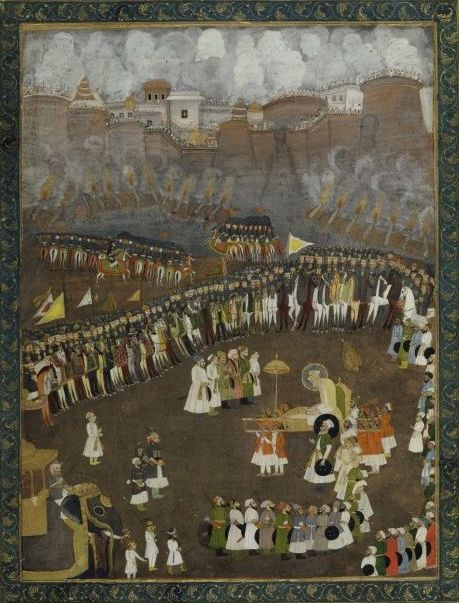
サーターラーを攻撃するアウラングゼーブ （サーターラー包囲戦）

古くはデカン地方を支配したラーシュトラクータ朝の支配下にあった。
1296年にデリー・スルターン朝の支配下になり、その後は バフマニー朝、およびその分枝たるビジャープル王国のもとで栄えた。
1663年、マラーターの指導者シヴァージーに攻略された。その後、シヴァージーは1674年にマラーター王国を建国した。
その後、1699年にシェンジを捨てて逃げたラージャーラームによって王都に定められたが、1700年に皇帝アウラングゼーブによって攻略された（サーターラー包囲戦）。
1706年、マラーター王国はサーターラーを取り戻し、1708年にシャーフーが王座に付いたのちは、王都として発展を遂げた。
1818年、マラーター王国はイギリス保護下のサーターラー藩王国となり、サーターラーはその首都としてあり続けたが、1848年に藩王が死ぬとイギリス直轄領となった。
1940年代、インド独立運動がさかんとなると、サーターラーは独立運動家の拠点の一つとなった。

## 地理
サーターラーは北緯17度41分 東経73度59分 / 北緯17.68度 東経73.98度に位置している。

### 近郊都市
- プネー
- ラーイガド
- ソーラープル